# Кастело Кабијаљо
Кастело Кабијаљо (итал. Castello Cabiaglio) је насеље у Италији у округу Варезе, региону Ломбардија.
Према процени из 2011. у насељу је живело 517 становника. Насеље се налази на надморској висини од 520 м.

## Становништво
| 1936. | 1951. | 1961. | 1971. | 1981. | 1991. | 2001. | 2011. |
| ----- | ----- | ----- | ----- | ----- | ----- | ----- | ----- |
| 461   | 458   | 416   | 382   | 384   | 444   | 503   | 530   |